# Jing Ke
 (avril 2020).
Le contenu est difficilement compréhensible vu les erreurs de traduction, qui sont peut-être dues à l'utilisation d'un logiciel de traduction automatique.
 (avril 2020).
Jing Ke (? - 227 av. J.-C.) est un mandataire du prince héritier Dan de l'État de Yan ; il est connu pour sa tentative d'assassinat ratée du roi Zheng de l'État de Qin, qui devint plus tard Qin Shi Huang, premier empereur de Chine (règne de 221 av. J.-C. à 210 av. J.-C.). Son histoire est racontée dans le chapitre intitulé Biographies des assassins (刺客 列傳) des Mémoires historiques de Sima Qian (chapitre 86).

## Contexte
En 230 avant J.-C., l'État Qin conquiert d'autres États dans le cadre d'un plan d'unification. L'armée de Qin réussi à anéantir Han, le plus faible des sept États en guerre. Deux ans plus tard, Zhao est également conquise.
En échange de la paix, le roi Xi de Yan avait auparavant forcé son fils le prince héritier Dan à être pris en otage par le Qin. Mais le prince Dan est revenu en sachant que Qin était beaucoup plus fort qu'Yan et l'attaquerait tôt ou tard.
Jing Ke, originaire de l'État de Wei, est un érudit, compétent dans l'art de l'épée, dont la terre natale est absorbée par Qin. Jing Ke s'enfuit à Yan. Un chevalier errant (Youxia) nommé Tian Guang (田光) le présente au Prince Dan. Là, Jing Ke accepte l'hospitalité du prince Dan, qui en dernier recours décide d'envoyer un assassin contre le roi de Qin. Le plan impliquait l'enlèvement du roi pour le forcer à libérer les territoires de son contrôle ou à défaut, le tuer. Dans les deux cas, on s'attend à ce que Qin soit laissé désorganisé, permettant aux six autres principaux États de s'unir contre lui.

## Complot

### Le plan
En 228 avant J.-C., l'armée Qin déjà dans la capitale Zhao de Handan, attend de s'approcher de l'État de Yan. Jing Ke accepte d'aller à Qin sous l'aspect d'un noble implorant pitié. Dukang (督 亢) (dans l'actuelle province du Hebei) est la première partie de l'État de Yan dont le Qin veut s'emparer, en raison de ses terres agricoles fertiles. Le plan est de présenter en cadeau la carte de Dukang  et la tête coupée du général traître Qin Fan Wuji  au roi de Qin, afin de l'approcher.
Le général Fan Wuji a perdu la faveur de Qin et veut se venger de lui; alors que l'État Qin promet une prime de 1 000 pièces d'or pour sa capture. Jing Ke se rend chez Fan, pour discuter du plan d'assassinat. Fan Wuji croit que le plan fonctionnera et accepte de se suicider pour que sa tête puisse être récupérée,.
Le prince Dan obtient le poignard le plus tranchant possible, l'empoisonne et le donne à Jing Ke. Pour l'accompagner, le prince Dan assigne Qin Wuyang comme assistant. Qin Wuyang est connu pour avoir commis avec succès un meurtre à l'âge de 13 ans.
En 227 avant J.-C., le prince Dan et d'autres invités portent des vêtements blancs et des chapeaux blancs sur la rivière Yi (易水) pour envoyer la paire d'assassins. Jing Ke aurait chanté une chanson « le vent souffle, la rivière gèle. Le héros passe à gué, pour ne jamais revenir ! » (風蕭蕭 兮 易水寒 ， 壯士 一 去 兮 不 復 還). Le roi de Qin reçoit le message des visiteurs lui présentant un cadeau et est disposé à les recevoir à la ville.

### Tentative d'assassinat

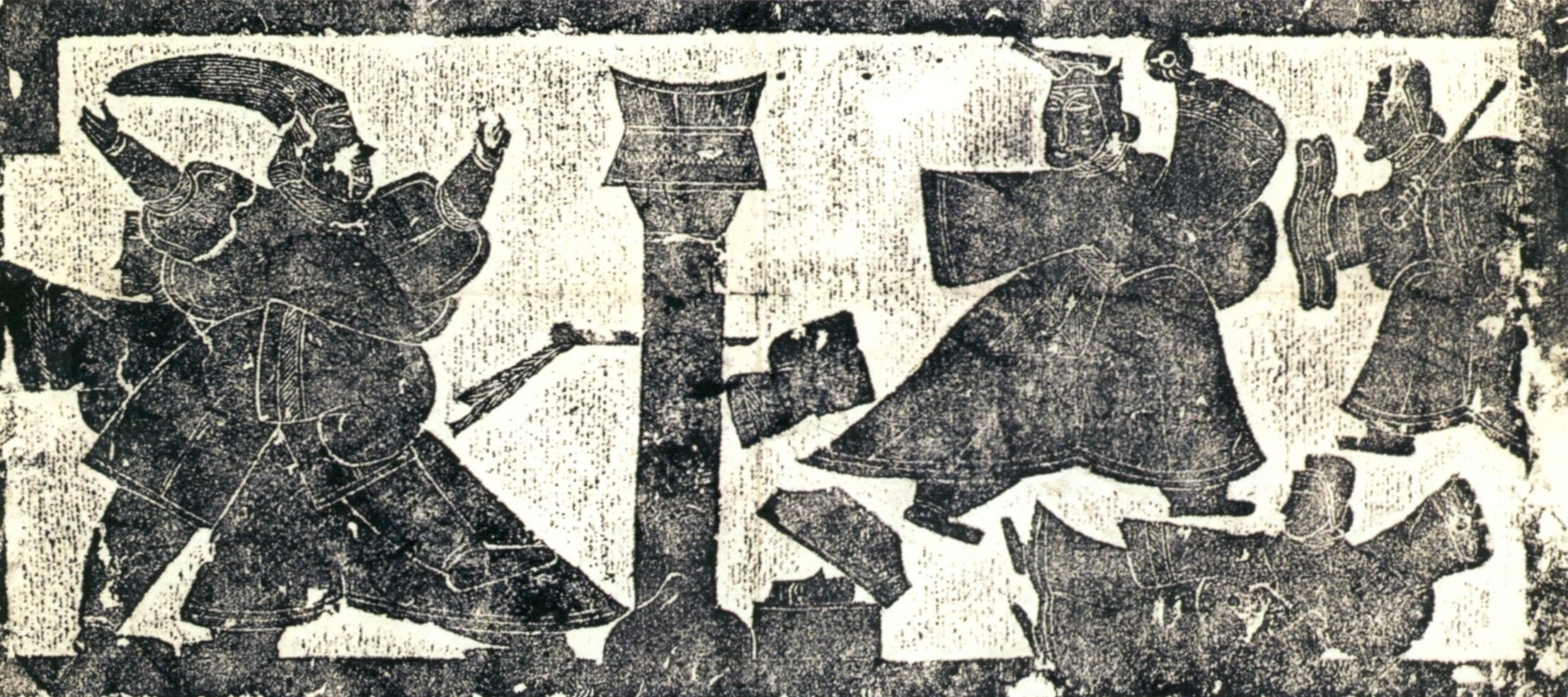
Tentative d'assassinat de Jing Ke sur Qin Shi Huang : Jin Ke (à gauche) est retenu par l'un des médecins de Qin Shi Huang (à gauche, en arrière-plan). Le poignard utilisé est coincé dans le pilier. Qin Shi Huang (à droite) tient un disque de jade impérial. Un de ses soldats (à l'extrême droite) se précipite pour sauver son empereur. Estampage,, Han oriental.

Dissimulant le poignard à l'intérieur du rouleau de la carte, Jing Ke et Qin Wuyang représentent les Yan en tant qu'ambassadeurs. Ils rencontrent le roi Zheng. Qin Wuyang en entrant dans le palais est dévoré de trac, et Jing Ke présente l'excuse que son partenaire n'a jamais posé les yeux sur la grâce de L'Empereur de Chine. D'autres sources suggèrent que Jing Ke décrit Qin Wuyang comme un garçon rural n'ayant jamais vu le monde et qui souffrait d'un choc culturel. Qin Wuyang paniqué est alors empêché de monter dans le palais, et Jing Ke a reçu l'ordre de présenter la carte seul.
Jing Ke s'approche du roi Zheng et présente poliment le rouleau de carte. Lorsque le roi Zheng déroule la carte, Jing Ke saisi la dague, attrape les vêtements du roi et l'attaque. Celui-ci réussit à le repousser en se déchirant une manche. Le roi Zheng s'enfuit, tente de dégainer son épée, tout en courant, mais n'arrive pas car c'était une très longue épée de cérémonie.
Aucun des autres responsables Qin dans les environs n'est armé et ne peut arrêter Jing Ke. Les gardes stationnés à l'extérieur du palais ne peuvent atteindre les lieux à temps. Dans la confusion, Jing Ke se rapproche du roi, qui tente de fuir l'assassin en faisant le tour d'un pilier.
Voyant le roi en grand danger, un médecin royal nommé Xia Wuju (夏 無 且) attrape son sac de médicaments et le jette sur Jing Ke, ce qui le ralenti  juste assez pour permettre au roi Zheng de récupérer une certaine distance. Rappelé par les cris des autres officiels, le roi parvient à dégainer son épée par-dessus l'épaule. Maintenant armé, il se retourne et frappe Jing Ke à la cuisse, l'immobilisant. Le blessé Jing Ke, dans une tentative désespérée, jette sa dague vers le roi Zheng, mais manque sa cible. Le roi poignarde Jing Ke huit fois, le blessant mortellement. À ce moment, les gardes arrivent sur les lieux, achèvent Jing Ke et Qin Wuyang en fuite.
Après l'incident, le roi Zheng est assis sur son trône tenant catatoniquement l'épée, en raison de l'épuisement provoqué par la montée d'adrénaline, mais récupère après un court instant. Il remercie le médecin Xia Wuju d'avoir tenté d'arrêter l'assassin.

## Annihilation des Yan
Après la tentative d'assassinat de Jing Ke, le général de l'armée Qin Wang Jian est envoyé contre l'État de Yan.
En 226 avant J.-C., le prince Dan envoie son armée combattre à Ji (薊) , mais est rapidement défait. Afin d'essayer d'apaiser le roi de Qin, le roi Xi de Yan met son fils à mort. Cependant, les Yan ont malgré cela, été annexés et détruits.

## Dans la culture populaire
- Le film chinois L'Empereur et l'Assassin (1999), mettant en vedette Gong Li et d'autres, est basé sur les événements susmentionnés. Jing Ke lui-même n'apparaît pas dans les films The Emperor's Shadow (1996), réalisé par Zhou Xiaowen, ou Hero (2002) avec Jet Li ; mais les deux films empruntent des éléments à son histoire.
- Une version romancée de Jing Ke apparaît dans le film Highlander: Endgame (2000), joué par l'acteur et artiste martial Donnie Yen. Dans le film, Jing Ke est, comme les autres personnages principaux, un guerrier immortel vivant à l'époque actuelle de l'histoire. Le film modifie l'orthographe du nom de Jing Ke en Jin Ke et fait référence à son association historique avec Qin Shi Huang[8].
- Le film chinois Hero (2002) est vaguement basé sur la tentative d'assassinat de Jing Ke, avec Jet Li jouant l'assassin.
- Le caractère Tsing Yi à John Woo La Dernière Chevalerie (1979), selon son directeur, est inspiré par Jing Ke.
- Une série télévisée chinoise intitulée Assassinator Jing Ke (荆轲 传奇) a été produite en 2004, illustrant une biographie romancée de Jing Ke, avec Liu Ye, Wang Yanan et Peter Ho.
- Jing Ke est un espion du jeu vidéo Civilization IV: Beyond the Sword, sorti en 2007.
- Jing Ke est l'un des héros de The Legend of Qin, série d'animation 3D, père du protagoniste, Jing Tianming. La chanson d'adieu de Ke est également citée dans cette série.
- La chanson de Jing Ke alors qu'il part pour sa mission est jouée dans la chanson Episode 119 Medley dans un épisode de l'émission Community, lorsque Señor Chang entre dans la bibliothèque pour tuer les deux étudiants restants dans le combat de paintball.
- Jing Ke apparaît dans le jeu mobile Fate/Grand Order en tant que serviteur de classe Assassin. Cette version de Jing Ke apparaît en tant que femme, et le jeu note qu'elle a été enregistrée dans l'histoire en tant qu'homme pour des raisons inconnues. Sa quête personnelle tourne autour de sa tentative ratée.
- L'histoire de Jing Ke est la base de l'intrigue de Katanagatari, sorti en 2010.
- Jing Ke est le protagoniste de la nouvelle The Circle de Liu Cixin.
- Jing Ke apparaît dans le drame historique fictif The King's Woman basé sur le roman The Legend of Qin: Li Ji Story (秦时明 月 之 丽姬 传).
- Le lauréat du prix Nobel de littérature 2012, Mo Yan, écrit une pièce en 2003, intitulée Our Jing Ke (（我们 的 荆轲), qui raconte l'histoire de l'échec de la tentative d'assassinat de Jing Ke. La pièce est créée en août 2011 à Pékin par le Beijing People's Art Theatre (BPAT). La pièce remporte le prix dramatique le plus élevé de Chine en 2012[9].